# Wilhelminagebirge (Suriname)
Das Wilhelminagebirge ist eine ca. 100 km lange, von Ost nach West laufende Bergkette im Distrikt Sipaliwini in Suriname.
Es ist ein zentral gelegenes Gebirge, südlich des 4. Breitengrades. Hiervon bilden das Bakhuisgebirge, die Emmakette und das Van-Asch-van-Wijck-Gebirge die nördlichen und das Eilerts-de-Haan-Gebirge die südlichen Ausläufer. Die Bergkette hat dreizehn Gipfel mit mehr als 1000 m. Von allen ist der Julianatop mit 1280 m der höchste und damit auch der höchste Punkt des Landes. 
Das Wilhelminagebirge liegt auf der Grenze zweier Tiefebenen: dem Stromgebiet des
Coppename im Norden und dem Stromgebiet des Corantijn, hier: der Lucie- und Kabalebofluss im Süden. Durch den größeren Abstand der südlichen Tiefebenen zum Atlantik liegen sie im Durchschnitt 100–125 m höher als das nördliche Tiefland. Die Treffpunkte bilden oft einen Steilrand, der stark eingeschnitten wird durch die Oberläufe des Corantijn.
Die ersten wissenschaftlichen Untersuchungen des Gebirges wurden durch die Expedition von Eilerts de Haan 1908, die Corantijn-Expedition von Eilerts de Haan und Kayser 1910–1911 und die Wilhelminagebirge-Expedition von Stahel und Ijzerman 1926 unternommen. In den 1960er und 1970er Jahren waren vor allem das Centraal Bureau Luchtkartering (Zentrales Amt für Luftbildkartierung) und der Geologisch Mijnbouwkundige Dienst (Geologisch-bergbaukundlicher Dienst) für die Erforschung verantwortlich.
Das Gebirge ist nach Königin Wilhelmina der Niederlande benannt.